# Hypholoma frowardii
Hypholoma frowardii är en svampart som först beskrevs av Speg., och fick sitt nu gällande namn av Garrido 1985. Hypholoma frowardii ingår i släktet Hypholoma och familjen Strophariaceae.   Inga underarter finns listade i Catalogue of Life.